# Quint Grani (acusador)
Quint Grani (en llatí Quintus Granius) va ser un ciutadà romà que va viure en temps de Tiberi. Formava part de la gens Grània, una gens romana d'origen plebeu.
Va acusar Calpurni Pisó de tenir verí a casa seva, d'entrar al senat amb armes ocultes i de tenir intencions hostils contra l'emperador. Aquestes acusacions les va fer per indicació de Tiberi, que estava molest per la sinceritat impertinent de Pisó. Finalment l'acusat, va morir abans d'iniciar-se el judici, però es va celebrar igualment i el van condemnar.